# Magomed Magomedowitsch Kurbanalijew
Magomed Magomedowitsch Kurbanalijew (russisch Магомед Магомедович Курбаналиев; * 6. August 1992) ist ein russischer Ringer. Er wurde 2016 Weltmeister und 2014 und 2018 Europameister im freien Stil in der Gewichtsklasse bis 65 bzw. bis 70 kg Körpergewicht.

## Werdegang
Magomed Kurbanalijew stammt aus der russischen Teilrepublik Dagestan. Er begann dort im Alter von 10 Jahren 2002 mit dem Ringen. Der 1,68 Meter große Athlet gehört dem Sportclub Schamil-Umachanow-Schule in Chassawjurt an. Seine Trainer waren bzw. sind Smid Raschidow und Pascha Umachanow. Z.Zt. ist er Student in Moskau, wo er auch lebt und trainiert. Er ringt ausschließlich im freien Stil.
Die internationale Karriere von ihm begann im Februar 2010 mit der Teilnahme beim „Dave-Schultz“-Memorial in Colorado Springs, wo er im Federgewicht das Finale erreichte, in der er gegen Mike Zadick aus den Vereinigten Staaten knapp verlor. 2011 belegte er bei der russischen Juniorenmeisterschaft im Leichtgewicht den 3. Platz hinter Chetag Sabolow und Bajmursa Chadissow. 2012 wurde er russischer Juniorenmeister im Leichtgewicht vor Chabib Batirow und Rustam Beslanejew. Er wurde deshalb bei der Junioren-Weltmeisterschaft dieses Jahres in Pattaya eingesetzt.   Er rechtfertigte dieses Vertrauen mit dem Titelgewinn vor Konstantin Chabalaschwili, Georgien, Dawit Apojan, Armenien und Mustafa Kaya aus der Türkei.
2013 wurde Magomed Kurbanalijew erstmals russischer Meister bei den Senioren im Leichtgewicht vor Soslan Ramonow, Alibeggadschi Emejew und Iljas Bekbulatow. Im Mai 2013 gehörte er der russischen Mannschaft an, die im Rahmen des Kampfes um den Verbleib des Ringens im olympischen Programm zwei legendäre Länderkämpfe gegen die Vereinigten Staaten in New York und Los Angeles bestritt. Er verlor dabei allerdings sowohl gegen David Taylor als auch gegen Jordan Oliver. Im Juli 2013 siegte er auch bei der Universiade in Kasan vor Dawit Safarjan aus Armenien und Gandsorigiin Mandachnaran aus der Mongolei. Im September 2013 startete er bei der Weltmeisterschaft in Budapest. Er besiegte dort Jung Young-ho, Südkorea und Yakup Gör, Türkei, unterlag dann gegen Dawit Safarjan, den er in Kasan zwei Monate vorher noch besiegt hatte. Da Dawit Sarfarjan Weltmeister wurde, konnte Magomed Kurbanalijew in der Trostrunde weiterringen, in der er sich mit Siegen über George Bucur, Rumänien und Lewan Kelechsaschwili, Georgien eine WM-Bronzemedaille sicherte.
Im Januar 2014 siegte er beim renommierten „Iwan-Yarigin“-Grand-Prix in Krasnojarsk in der neuen Gewichtsklasse bis 65 kg vor seinen Landsleuten Aligeggadschi Emejew, Soslan Ramonow und Achmed Tschakajew. Bei der Europameisterschaft 2014 in Vantaa/Finnland gewann er dann seinen ersten internationalen Titel bei den Senioren. Auf dem Weg zu diesem Erfolg besiegte er Arkadiusz Szeja, Polen, Konstantin Chabalaschwili, Martin Daum, Deutschland, Asamat Nurikau, Weißrussland und Servet Coşkun, Türkei. Bei der Weltmeisterschaft 2015 wurde Magomed Kurbanalijew nicht eingesetzt.
2015 erreichte er bei mehreren sehr gut besetzten internationalen Turnieren hervorragende Ergebnisse. Er war aber bei den Europa Games in Baku und der Weltmeisterschaft in Las Vegas nicht am Start. Im Oktober 2015 belegte er bei den Militär-Weltspielen in Mungyeong/Südkorea in der Gewichtsklasse bis 65 kg den 1. Platz.
An den Olympischen Spielen 2016 in Rio de Janeiro konnte Magomed Kurbanalijew nicht teilnehmen, weil die Gewichtsklasse bis 70 kg, in der er an den Start ging, nicht olympisch ist. Dafür wurde er im Dezember 2016 in Budapest Weltmeister in dieser Gewichtsklasse. Diese Weltmeisterschaft wurde nur in den Gewichtsklassen ausgetragen, die nicht olympisch waren. Magomed Kurbanalijew besiegte in Budapest Aimar Andruse, Estland, Miroslaw Kirow, Bulgarien, Mostafa Mohabbali Hosseinkhani, Iran, Raschid Kurbanow, Usbekistan und Nurlan Bekschanow, Kasachstan und holte sich damit den Titel.
2017 trat Magomed Kurbanalijew kaum in Erscheinung. 2018 siegte er beim als Ausscheidung des russischen Ringerverbandes für die Europameisterschaft 2018 geltenden „Iwan-Yarigin“-Grand-Prix in Krasnojarsk vor Magomedrasul Gazimagomedow, Russland, Frank Molinaro, USA und Andrei Kwiatkowski, Ukraine. Er siegte dann auch im Mai 2018 bei der Europameisterschaft in Kaspiisk über Andrei Kwiatkowski, Walter Margarjan, Armenien, Surabi Iakobischwili, Georgien und Magomedrasul Gadschiew, Polen und wurde damit wieder Europameister. Bei der wenig später stattfindenden russischen Meisterschaft belegte er hinter Magomedrasul Gazimagomedow und Arbak Sat den 3. Platz. Bei der Weltmeisterschaft dieses Jahres in Budapest wurde deshalb Magomedrasul Gazimagomedow eingesetzt.

## Internationale Erfolge
| Jahr | Platz | Wettbewerb                                       | Gewichtsklasse | Ergebnisse |
| 2010 | 2.    | „Dave-Schultz“-Memorial in Colorado Springs      | Feder          | hinter Mike Zadick, USA, vor Gadschi Abdullajew, Russland und Nathan Gallick, USA                                                                                               |
| 2011 | 1.    | Junioren-Welt-Cup in Plauen                      | bis 66 kg      | vor Magomed Muslimow, Aserbaidschan und Mustafa Kaya, Türkei |
| 2011 | 2.    | Ramsan-Kadirow-Cup in Grosny                     | bis 66 kg      | hinter Rasul Dschukajew, vor Saidsalach Dschabrailow und Darsan Dschaparow, alle Russland                                                                                       |
| 2012 | 1.    | Junioren-WM in Pattaya                           | bis 66 kg      | vor Konstantin Chabalaschwili, Georgien, Dawit Apojan, Armenien und Mustafa Kaya                                                                                                |
| 2013 | 5.    | „Iwan-Yarigin“-Memorial in Krasnojarsk           | bis 66 kg      | hinter Iljas Bekbulatow, Russland, Brent Metcalf, USA, Soslan Ramonow und Rasul Murtasalijew, beide Russland                                                                    |
| 2013 | 1.    | „Dave-Schultz“-Memorial in Colorado Springs      | bis 66 kg      | vor Adam Hall, USA, Haislan Garcia Veranes, Kuba und Borislaw Nowatschkow, Bulgarien                                                                                            |
| 2013 | 3.    | „Ali-Alijew“-Memorial in Machatschkala           | bus 66 kg      | hinter Agan Mustafajew, Aserbaidschan und Jalal Kurbanalijew, Russlan, gemeinsam mit Mustafa Kaya                                                                               |
| 2013 | 1.    | Universiade in Kasan                             | bis 66 kg      | vor Dawit Safarjan, Armenien, Gandsorigiin Mandachnaran, Mongolei und Semjon Radulow, Ukraine                                                                                   |
| 2013 | 3.    | WM in Budapest                                   | bis 66 kg      | mit Siegen über Jung Young-ho, Südkorea und Yakup Gor, Türkei, einer Niederlage gegen Dawit Safarjan und Siegen über George Bucur, Rumänien und Lewan Kelechsaschwili, Georgien |
| 2013 | 12.   | Golden-Grand-Prix in Baku                        | bis 66 kg      | Sieger: Iljas Bekbulatow vor Alibeggadschi Emejew und Ruslan Dibirhacıyev, Aserbaidschan                                                                                        |
| 2014 | 1.    | „Iwan-Yarigin“-Memorial in Krasnojarsk           | bis 65 kg      | vor Alibeggadschi Emejew, Soslan Ramonow und Achmed Tschakajew, alle Russland                                                                                                   |
| 2014 | 1.    | EM in Vantaa/Finnland                            | bis 65 kg      | nach Siegen über Arkadiusz Szeja, Polen, Konstantin Chabalaschwili, Martin Daum, Deutschland, Asamat Nurikau, Weißrussland und Servet Coskun, Türkei                            |
| 2014 | 1.    | „Wacław-Ziółkowski“-Memorial in Dąbrowa Górnicza | bis 65 kg      | vor Mustafa Kaya, Türkei, Sayed Ahmad Mohammadi und Nisam Nassiri, beide Iran                                                                                                   |
| 2014 | 1.    | Intercontinental-Cup in Khasavjurt/Russland      | bis 65 kg      | vor Magomed Muslimow, Aserbaidschan, Magomedchabib Kadimagomedow, Russland und Andrey Kwiatkowski, Ukraine                                                                      |
| 2014 | 1.    | „Moscow Lights“ in Moskau                        | bis 65 kg      | vor Magomed Muslimow, Andrey Kwiatkowski und Selehattin Kilicsallayan, Türkei                                                                                                   |
| 2015 | 2.    | „Alexander-Medwed“-Preis in Minsk                | bis 65 kg      | hinter Asamat Nurikau, Weißrussland und vor Sjatpek Okasow, Kasachstan und Alexander Kontojew, Weißrussland                                                                     |
| 2015 | 3.    | „Ali-Alijew“-Turnier in Kaspisk                  | bis 65 kg      | hinter Joshgun Asimow, Aserbaidschan und Alibeggadschi Emejew, Russland |
| 2015 | 1.    | Militär-Weltspiele in Mungyeong/Südkorea         | bis 65 kg      | vor Meisam Heydari, Iran, Agahüseyin Mustafejew, Aserbaidschan und Asamat Schagapuly, Kasachstan                                                                                |
| 2015 | 1.    | Golden-Grand-Prix in Baku                        | bis 65 kg      | vor Logan Stieber, USA, Teimur Mammadow, Aserbaidschan und Soslan Ramonow, Russland                                                                                             |
| 2016 | 2.    | „Iwan-Yarigin“-Grand-Prix in Krasnojarsk         | bis 65 kg      | hinter Israil Kasjumow, Russland, vor Alibeggadschi Jemejew, Russland und Manakhnaran Ganzorig, Mongolei                                                                        |
| 2016 | 1.    | Militär-WM in Skopje                             | bis 70 kg      | vor Joshgun Asimow, Aserbaidschan, Andrei Karpach, Weißrussland und Farsad Koliwand, Iran                                                                                       |
| 2016 | 1.    | Intercontinental-Cup in Chasavyurt               | bis 70 kg      | vor Daniar Kaisanow, Kasachstan, Asamatbi Pschnatlow, Russland und Israil Kasjumow                                                                                              |
| 2016 | 1.    | Golden-Grand-Prix in Krasnojarsk                 | bis 65 kg      | vor Alejandro Enrique Valdez Tobier, Kuba, Mexsam Nasiti, Iran und Joshgun Asimow                                                                                               |
| 2016 | 1.    | WM in Budapest                                   | bis 70 kg      | nach Siegen über Aimar Andruse, Estland, Miroslaw Kirow, Bulgarien, Mostafa Mohabbali Hosseinkhani, Iran, Raschid Kurbanow, Usbekistan und Nurlan Bekschanow, Kasachstan        |
| 2017 | 1.    | Alany-Tounament in Wladikawskas                  | bis 70 kg      | vor Saurbek Sidakow und Rasul Arsamaliew, beide Russland und Miroslaw Kirow |
| 2018 | 1.    | „Iwan-Yarigin“-Grand-Prix in Krasnojarsk         | bis 70 kg      | vor Magomedrasul Gazimagomedow, Russland, Frank Molinaro, USA und Andrei Kwiatkowski                                                                                            |
| 2018 | 1.    | EM in Kaspiisk                                   | bis 70 kg      | nach Siegen über Andrei Kwiatkowski, Walter Margarjan, Armenien, Surabi Iakobischwili, Georgien und Magomedrasul Gadschiew, Polen                                               |
| 2018 | 2.    | Alany-Tournament in Wladikawkas                  | bis 70 kg      | hinter Dawid Bajew, Russland, vor Rasambek Schamalow, Russland und James Green, USA                                                                                             |
| 2019 | 3.    | „Iwan-Yarigin“-Grand-Prix in Krasnojarsk         | bis 74 kg      | hinter Saurbek Sidakow, Russland und Yakup Gor, Türkei, gemeinsam mit Asamat Nurikau, Weißrussland                                                                              |

## Russische Meisterschaften
(soweit bekannt)
| Jahr | Platz | Altersgruppe | Gewichtsklasse | Ergebnisse                                                                 |
| 2011 | 3.    | Junioren     | bis 66 kg      | hinter Chetag Sabolow und Bajmursa Chadissow                               |
| 2012 | 1.    | Junioren     | bis 66 kg      | vor Chabib Batirow und Rustam Beslanejew                                   |
| 2013 | 1.    | Senioren     | bis 66 kg      | vor Soslan Ramonow, Alibeggadschi Jemejew und Iljas Bekbulatow             |
| 2018 | 3.    | Senioren     | bis 70 kg      | hinter Magomedrasul Gazimagomedow und Arbak Sat, gemeinsam mit Dawid Bajew |

Erläuterungen
- alle Wettkämpfe im freien Stil
- WM = Weltmeisterschaft, EM = Europameisterschaft
- Federgewicht, Gewichtsklasse bis 60 kg, Leichtgewicht, bis 66 kg Körpergewicht (bis 31. Dezember 2013), seit 1. Januar 2014 gilt eine neue Gewichtsklasseneinteilung durch den Ringer-Weltverband FILA